# Fort de Kélibia
Le fort de Kélibia est une citadelle du XVIe siècle située sur un promontoire rocheux de 150 mètres de hauteur qui domine la mer Méditerranée et la ville de Kélibia dans le gouvernorat de Nabeul, sur la côte nord-est de la péninsule tunisienne du cap Bon.

## Histoire
Si le fort abrite des composantes datant de l'époque romaine, la plus grande partie de l’ouvrage a probablement été érigée vers le XVIe siècle.

## Architecture
L’édifice ceinturé d’une muraille renforcée par des tours carrées est accessible par une porte défendue par une barbacane. Ce qui constitue probablement une ancienne chapelle byzantine à trois nefs accueille une exposition de divers documents et relevés relatifs au fort. Des vestiges d’installations militaires, un oratoire et des bassins ottomans complètent l'ensemble.
L'édifice abrite également un phare dans son angle sud.

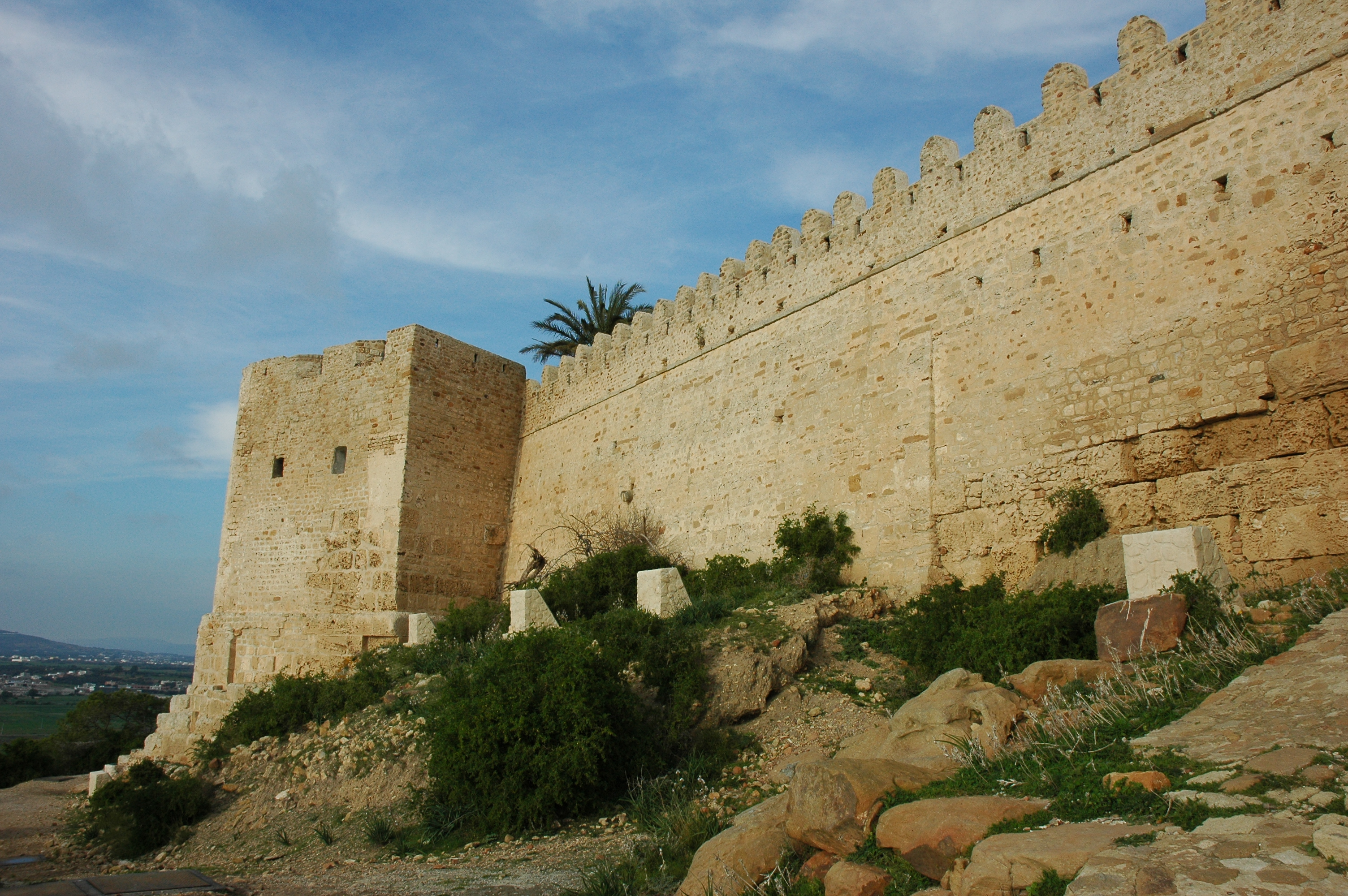
Un des murs de la citadelle et sa tour carrée.
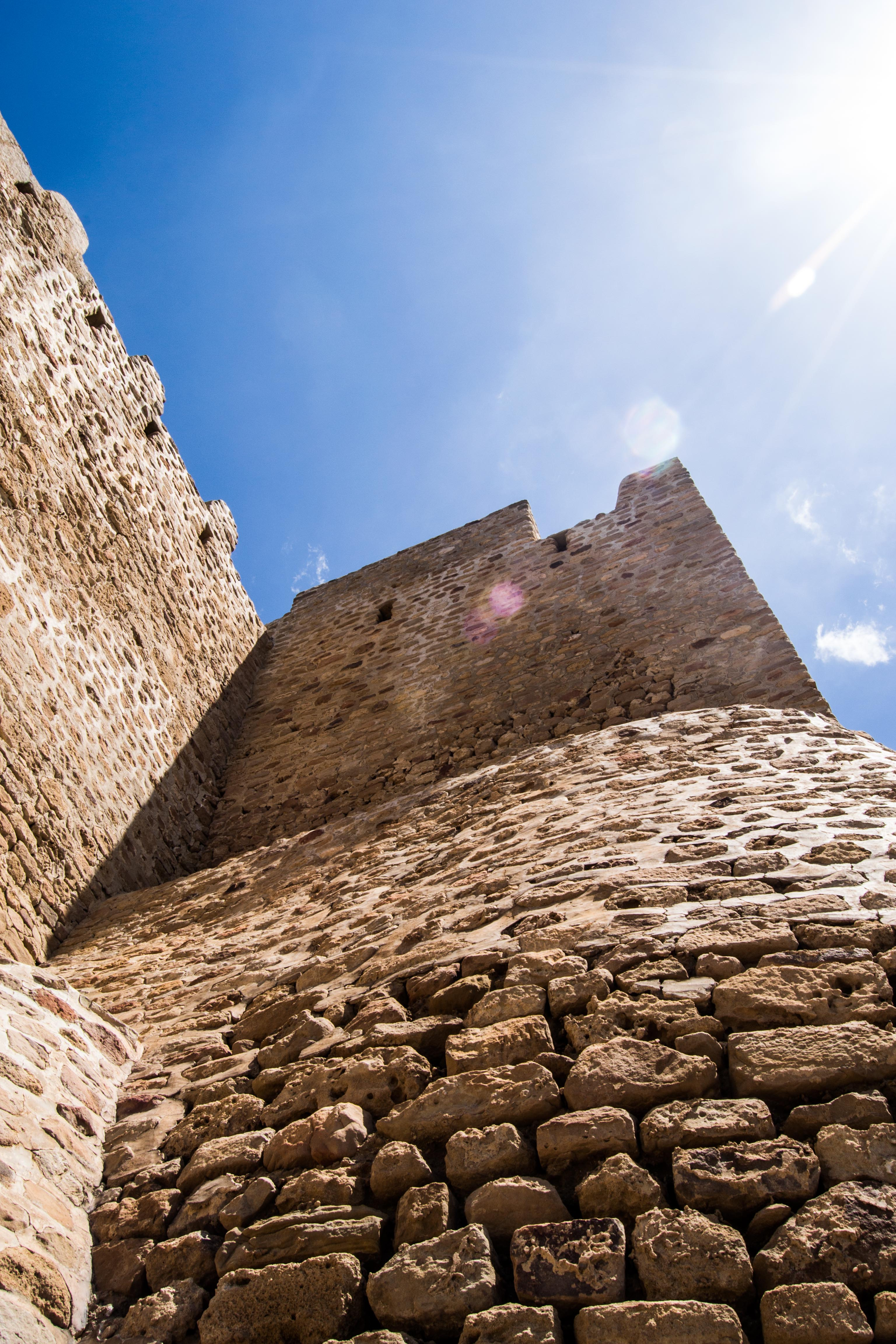
Tour carrée qui vient renforcer la muraille du fort.
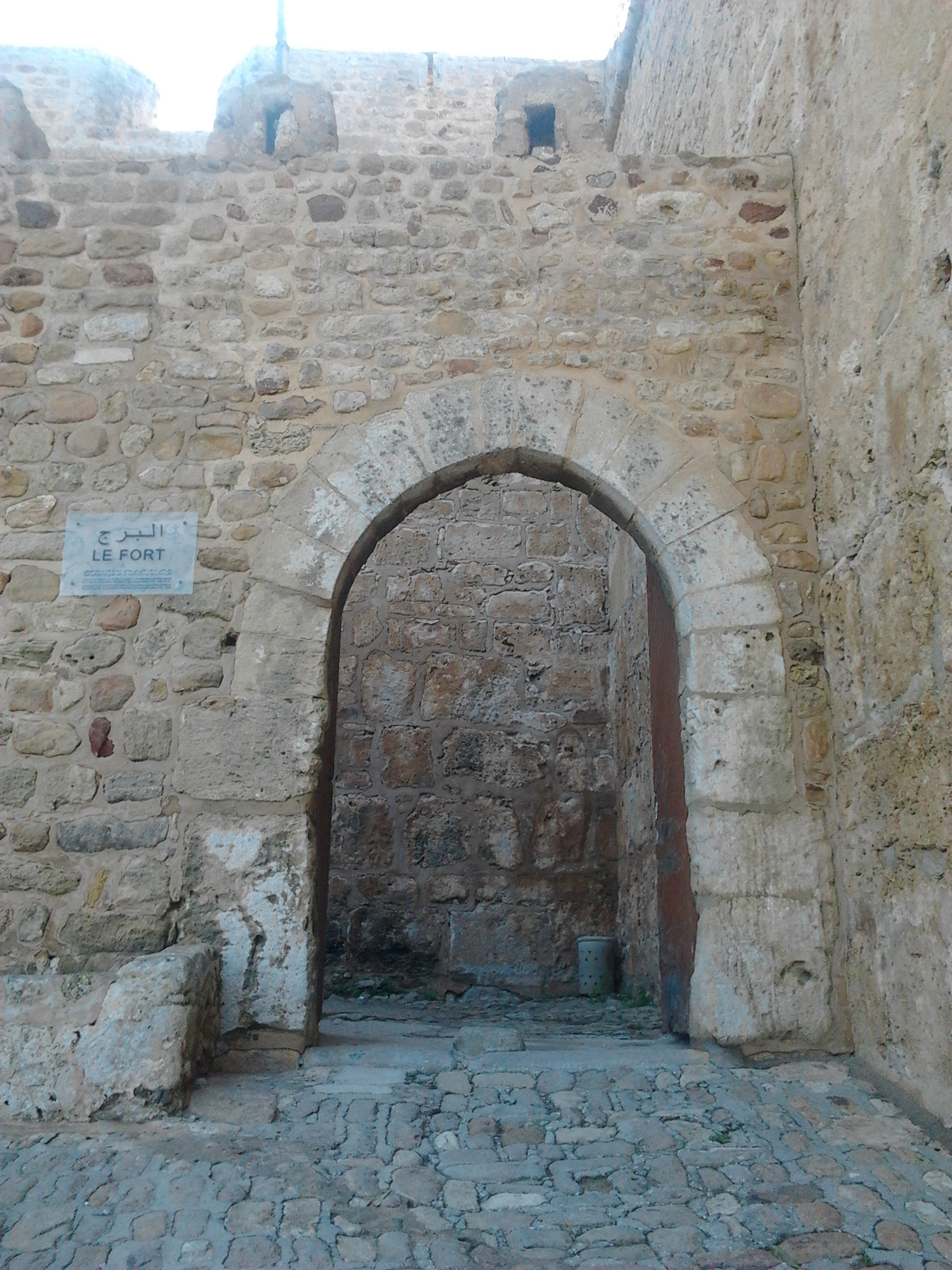
Porte du fort protégée par une barbacane.
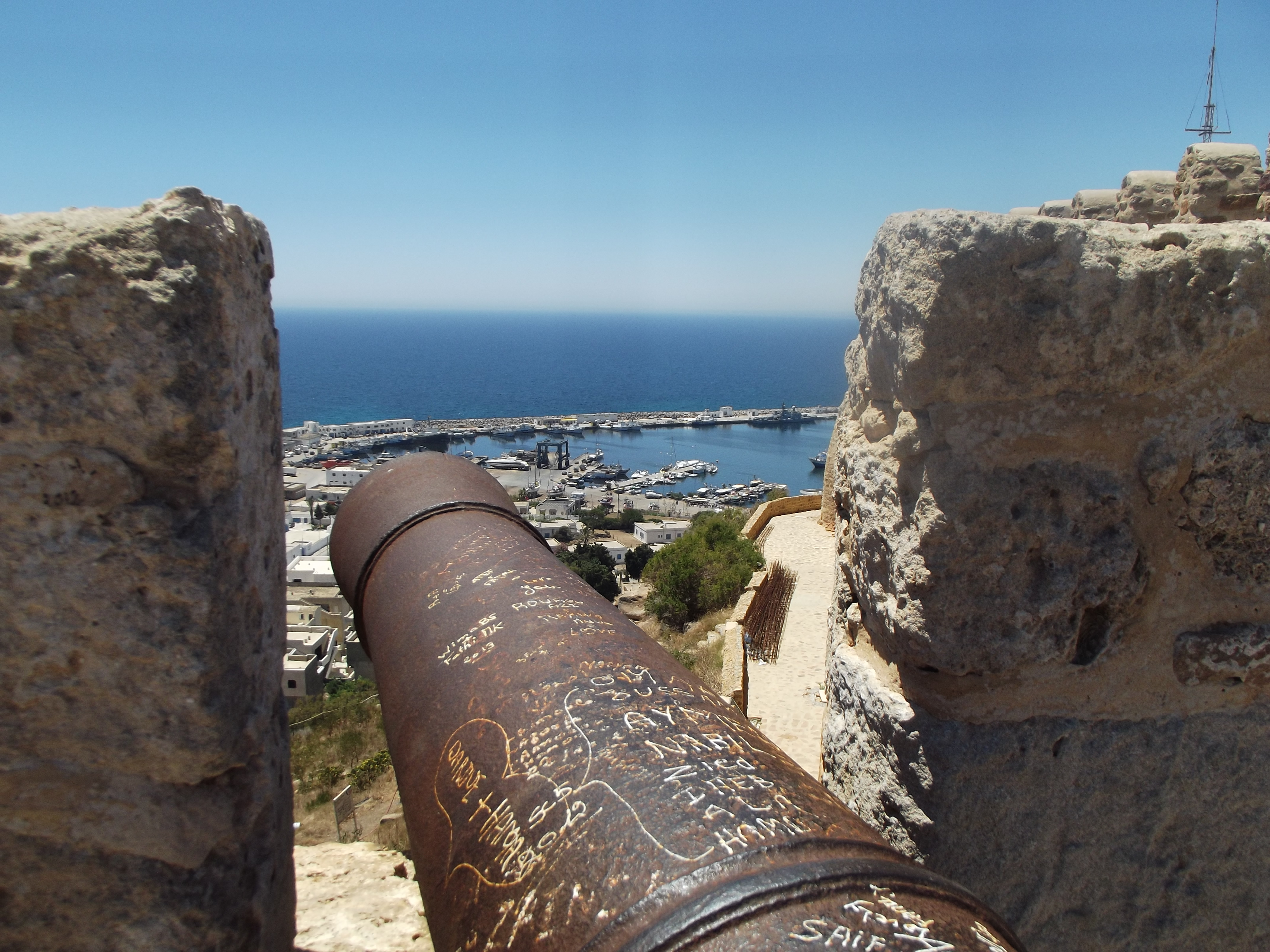
Canon du fort.
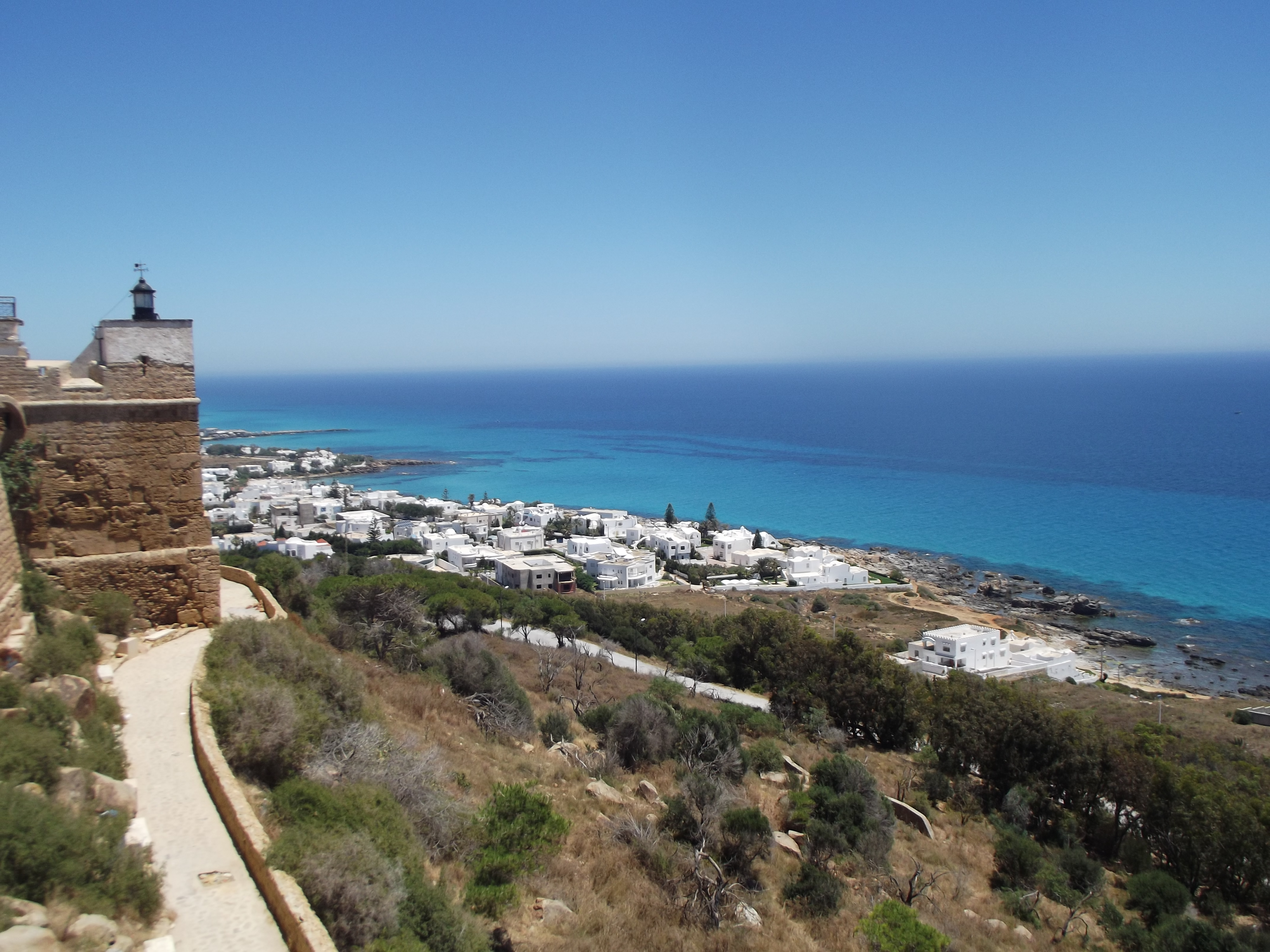
Vue sur la mer Méditerranée.
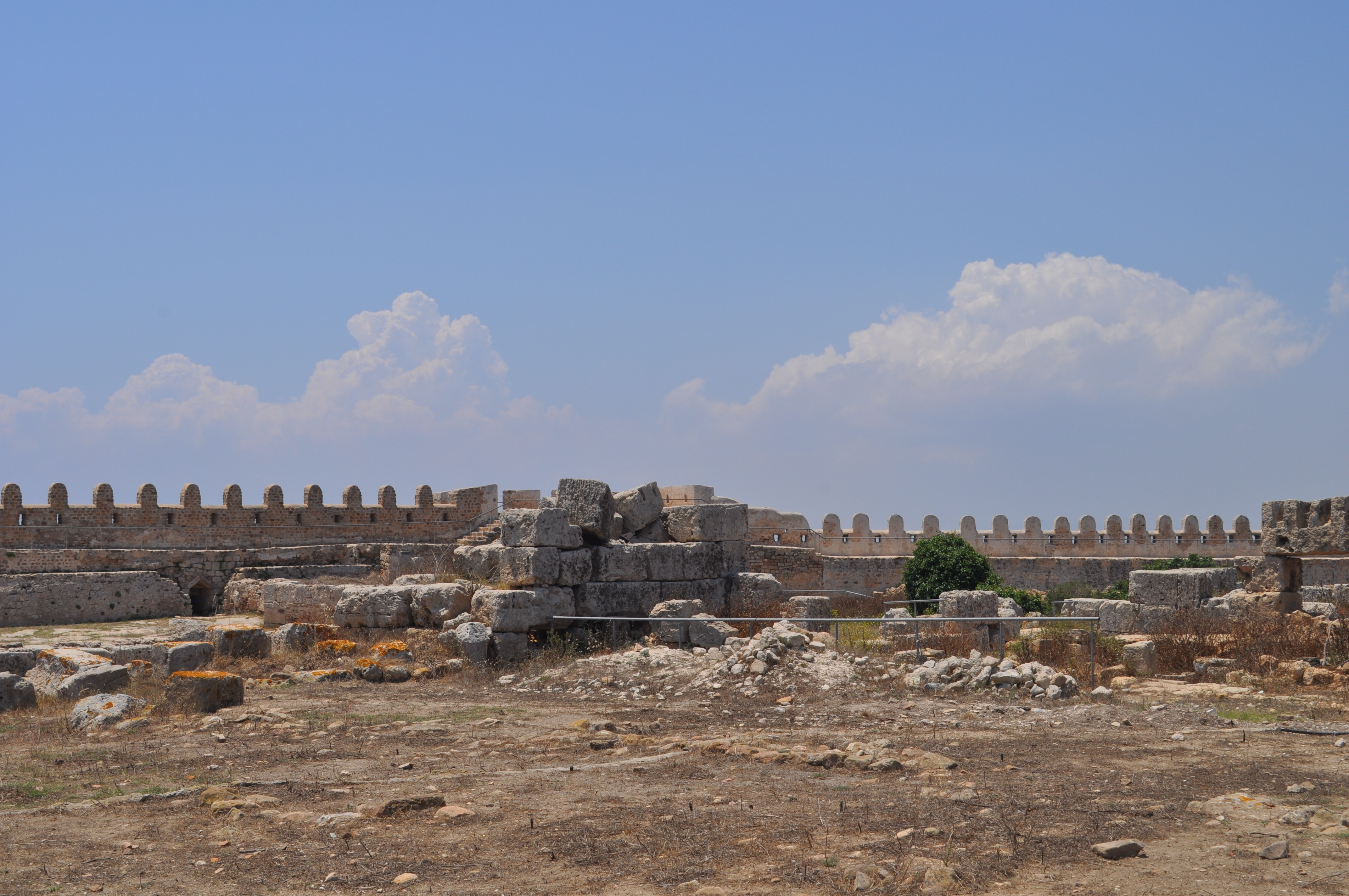
Intérieur du fort.

## Tourisme
Le fort est désormais l'une des principales attractions touristiques de la ville de Kélibia.